# Quédate Conmigo
«Quédate conmigo» (Останься со мной) — песня в исполнении испанской певицы Пасторы Солер, с которой она представила Испанию на конкурсе песни «Евровидение 2012». Автором песни является Тони Санчес-Ольссон.

## История песни
Впервые с 2006 года своего участника испанский телеканал RTVE выбрал внутренним отбором. 21 декабря в эфире было объявлено, что Испанию на международном конкурсе Евровидение 2012 представит Пастора Солер. Однако песня, которая автоматически попала в финал Евровидения, была выбрана с помощью национального отборочного конкурса, который состоялся 3 марта 2012 года.
Всего было выбрано 4 песни, для участия в национальном отборочном конкурсе, из которых только 3 будут исполнены финале.
26 мая 2012 года в финале конкурса песни Евровидение 2012 песня заняла 10 место.
16 июля 2012 года Пастора Солер сообщила о том, что она работает над записью английской версии сингла "Quédate Conmigo".

## Позиции в чартах
| Название чарта (2012)       | Лучшее место |
| --------------------------- | ------------ |
| Бельгия/Фландрия (Ultratip) | 76           |
| Испания (PROMUSICAE)        | 6            |